# Jean-Baptiste Péjoine
Pas d'image ? Cliquez ici

a Compétitions nationales et continentales officielles uniquement.

Dernière mise à jour le 8 mai 2017.
Jean-Baptiste Péjoine, né le 17 juillet 1980 à Aubergenville, est un ancien joueur de rugby à XV français qui évoluait au poste de demi de mêlée.

## Biographie
Arrivé en provenance de Bordeaux en 2000, Jean-Baptiste entame sa quatorzième saison pour le club du CA Brive Corrèze Limousin, un record non précédé.  Blessé le 13 août 2010 contre le Racing, Jean-Baptiste Péjoine victime d'une rupture des ligaments croisés sera indisponible environ six mois.
En juin 2017, il est sélectionné pour jouer les derniers matchs de sa carrière avec les Barbarians français qui affrontent l'équipe d'Afrique du Sud A les 16 et 23 juin en Afrique du Sud. Remplaçant lors des deux rencontres, il entre en cours de jeu. Les Baa-baas s'inclinent 36 à 28 à Durban puis 48 à 28 à Soweto.
En septembre 2017, il remplace Philippe Carbonneau au poste d'entraîneur du secteur offensif du CA Brive.
Il intégre le staff du Club athlétique Périgueux Dordogne à part entière avec Didier Casadeï et Julien Le Devedec. Après avoir connu le monde professionnel, il découvre avec enthousiasme le Championnat de France de rugby à XV de Nationale, dont Périgueux disputera les barrages le 3 mai 2025 contre Rouen Normandie Rugby.

## Statistiques en sélection nationale
- International France A : 1 sélection en 2005 contre Italie A.

## Bilan en tant qu'entraîneur
| Saison      | Club     | Division | Poste   | Classement                                                        | Coupe d'Europe | Challenge européen         |
| ----------- | -------- | -------- | ------- | ----------------------------------------------------------------- | -------------- | -------------------------- |
| 2017 - 2018 | CA Brive | Top 14   | Attaque | 14e                                                               | -              | Éliminé en quart-de-finale |
| 2018 - 2019 | CA Brive | Pro D2   | Attaque | 1er, défaite en finale, victoire en barrage d'accession en Top 14 | -              | -                          |
| 2019 - 2020 | CA Brive | Top 14   | Attaque | 11e (arrêt du championnat)                                        | -              | Éliminé en poule           |
| 2020 - 2021 | CA Brive | Top 14   | Attaque | 11e                                                               | -              | Éliminé en poule           |
| 2021 - 2022 | CA Brive | Top 14   | Attaque | 12e                                                               | -              | Éliminé en poule           |

## Distinction personnelle
- Oscar Barbarians en novembre 2016